# Freek Bischoff van Heemskerck
Willem Frederik Karel (Freek) Bischoff van Heemskerck (Arnhem, 12 november 1917 - Château-d'Oex, Zwitserland, 28 juli 2007) was van 1946 tot 1980 stalmeester aan het Nederlandse hof.
Freek Bischoff, telg uit het geslacht Bischoff, studeerde geneeskunde in Utrecht. Tijdens de meidagen van 1940 vocht zijn vader met dezelfde voornamen bij vliegveld Ypenburg en heroverde het vliegveld op de Duitsers, waarvoor deze in 1946 postuum het Bronzen Kruis kreeg. Na de demobilisatie werd hij actief in het verzet tegen de Duitse bezetter. Hij werd gearresteerd en zat de rest van de oorlog gevangen, eerst in de gevangenis van Scheveningen (Oranjehotel), later in het concentratiekamp Sachsenhausen.
Na de bevrijding werd hij eerste stalmeester van koningin Wilhelmina. Dezelfde functie bekleedde hij ook onder koningin Juliana en korte tijd onder koningin Beatrix. Ook was hij Brigadegeneraal titulair der Cavalerie en griffier van de Kanselarij der Huisorden. Cabaretier Wim Sonneveld vereeuwigde hem in een bekende sketch.
Freek Bischoff was zijn leven lang sterk betrokken bij de ruitersport en hij was een van de grondleggers van het Nationaal Rijtuigmuseum op het landgoed Nienoord in Leek (Groningen). Van 1956-1980 was hij voorzitter van de Zuid-Hollandse Jachtvereniging (ZHJV).
Bischoff woonde in Wassenaar. Hij overleed op 89-jarige leeftijd in een ziekenhuis in Zwitserland. Hij was Commandeur in de Orde van Oranje-Nassau en de Huisorde van Oranje en drager van veel Nederlandse en buitenlandse onderscheidingen waaronder het Grootkruis van de Orde van Isabella de Katholieke van Spanje. Hij was (honorair) Ridder Commandeur in de Koninklijke Orde van Victoria van het Verenigd Koninkrijk en adjudant in Bijzondere Dienst van Hare Majesteit de Koningin. En hij was drager van het Verzetsherdenkingskruis.
Bischoff trouwde op 16 mei 1946 met Katy Telders (1921-2011), weduwe van Alexander baron Schimmelpenninck van der Oye, die in 1942 door de Duitsers was gefusilleerd. Uit dit huwelijk werd onder anderen dochter Suzanne, Kamerlid voor D66, geboren.

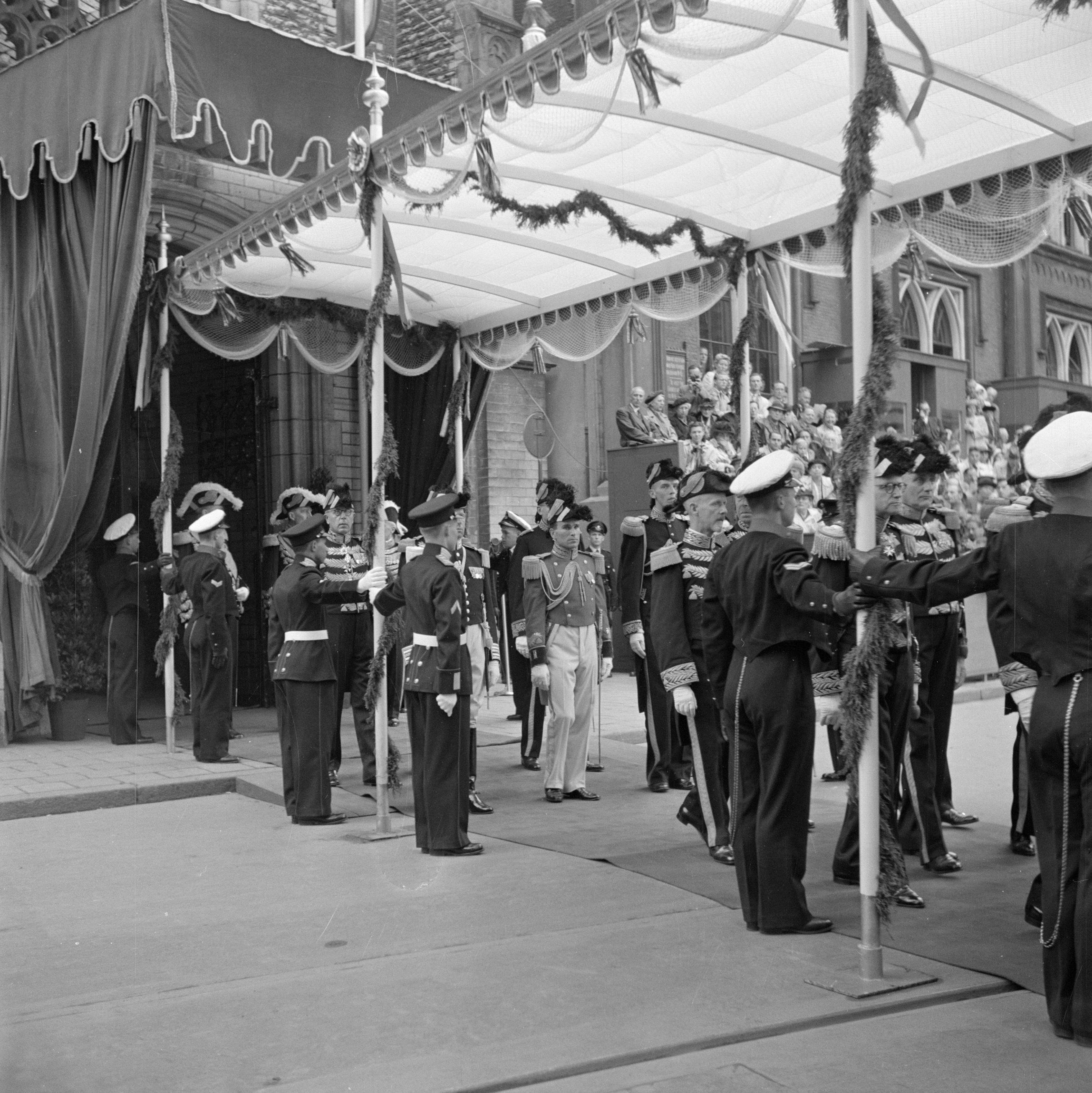
Bischoff van Heemskerck (midden) na de inhuldiging van koningin Juliana (1948)
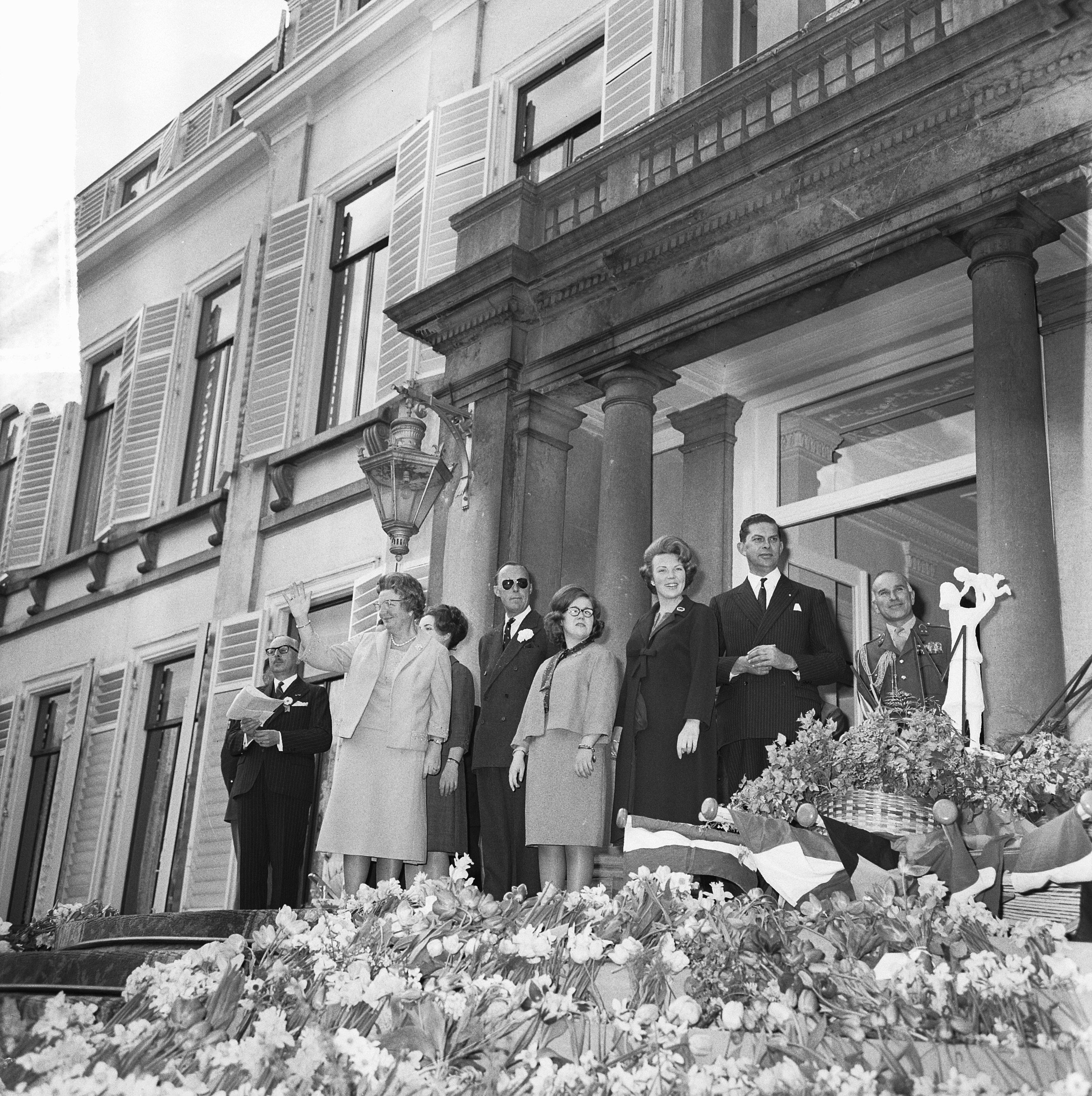
Bischoff van Heemskerck (rechts) op het bordes van Paleis Soestdijk (1964)
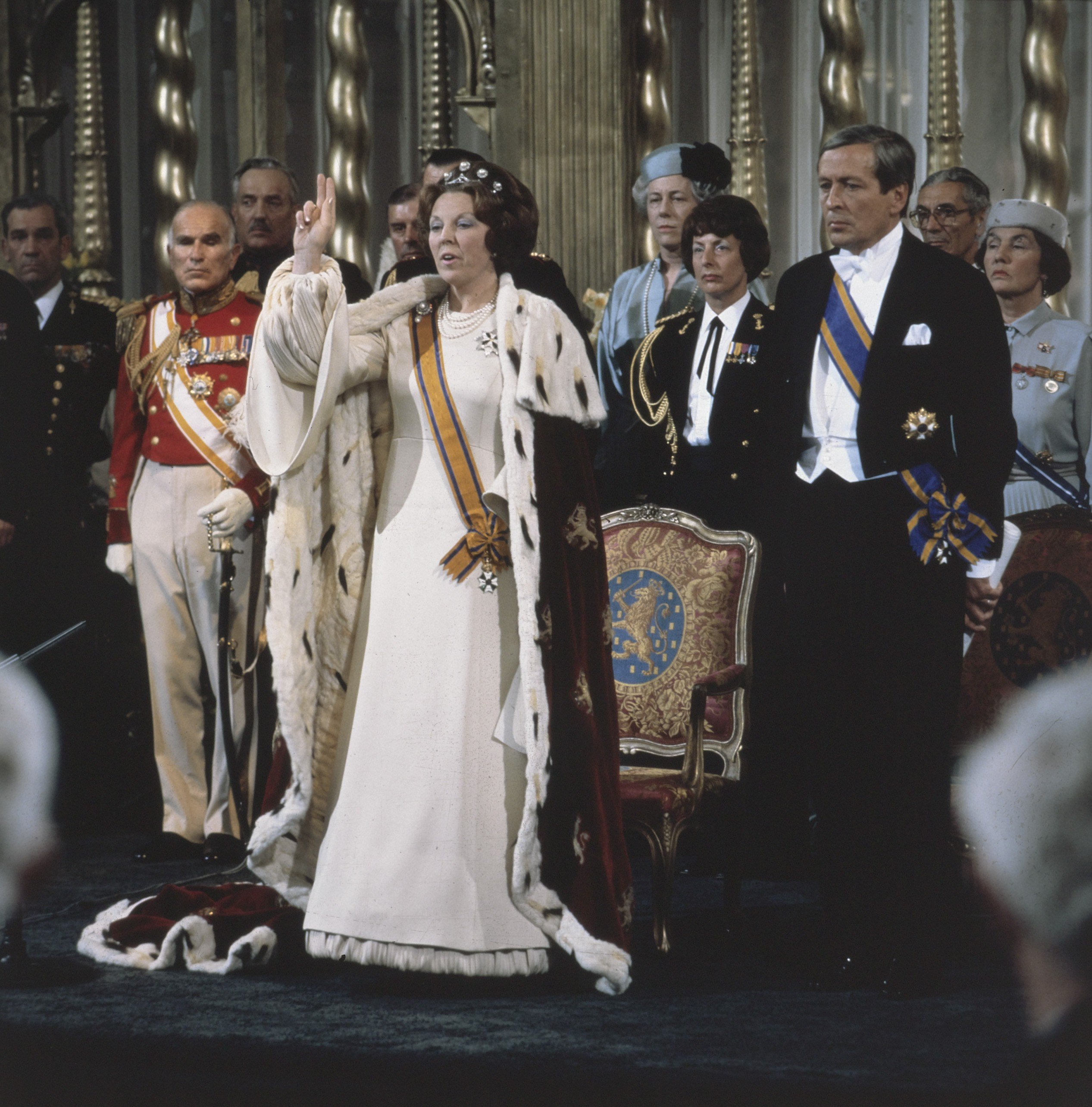
Bischoff van Heemskerck (links) tijdens de inhuldiging van koningin Beatrix (1980)